# Vlag van Tsjoevasjië
De vlag van Tsjoevasjië wordt gedomineerd door een gestileerde purperrode boom, een symbool van de wedergeboorte. Boven de boom staan drie zonnen; een traditioneel symbool in de cultuur van de Tsjoevasjen die vaak gebruikt worden om schoonheid en perfectie weer te geven. Geel symboliseert de zon die leven schenkt aan de hele aarde. Purperrood staat voor het eeuwenoude streven van het volk naar vrijheid, waardoor het zijn tradities en eigen karakter kan behouden.
De officiële beschrijving noemt de andere kleur purpurnyi (temno-krasnyi). Purpurnyi betekent "paars" of "karmozijnrood" en temno-krasnyi betekent "donkerrood", dus het is waarschijnlijk het beste te vertalen als "purperrood". De vlag werd aangenomen op 29 april 1992.
|         | Purperrood     | Geel         |
| ------- | -------------- | ------------ |
| CMYK    | 8, 92, 100, 33 | 0, 9, 100, 0 |
| Pantone | 484 CP         | 109 CP       |
| RGB     | 162, 38, 11    | 255, 223, 0  |
| HEX     | #A2260B        | #FFDE00      |

## Het formulier
In het geometrische midden van het vlaggenpaneel bevindt zich een compositie die 1/3 van zijn lengte beslaat en bestaat uit de emblemen "Tree of Life - Kiremet" en "Three Suns".
De stam en takken van de "Tree of Life" zijn gevormd uit verticale, horizontale en schuine strepen, waarvan de breedte gelijk is aan 1,5% van de lengte van de vlag. De totale breedte van de stam van de "Tree of Life" is 6,5% van de lengte van de vlag.
De middelste figuur van de achtpuntige ster bevindt zich boven de "Tree of Life" in het geometrische midden van het vlagdoek. De onderste uiteinden van de ster rusten op de "takken van de boom" in de vorm van een nationaal ornament van het centrale deel van de compositie "Tree of Life".
Twee laterale achtpuntige sterren bevinden zich links en rechts symmetrisch van de middelste ster. Hun onderste uiteinden rusten op de "takken van de boom" in de vorm van een nationaal ornament van de centrale en middelste delen van de compositie "Tree of Life".
De hoogte en breedte van elke ster is 1/5 van de hoogte van de vlag. De breedte van de schouders van alle sterren is 2,7% van de lengte van de vlag.

## Verhaal
1918
Op het Panchuvash-congres voor het hele volk van 20 tot 28 juni 1917 in de stad Simbirsk werden resoluties en wensen aangenomen voor de afgevaardigden van de toekomstige grondwetgevende vergadering in Petrograd. Inclusief op toekomstige statussymbolen:
Om het Chuvash-volk te verenigen, acht het congres het noodzakelijk om onmiddellijk te beginnen met de oprichting van de staatsvlag en het teken (wapenschild) van de Chuvash-maatschappij. De vlag aan de ene kant zou de meest populaire kleur van de Chuvash in de oudheid moeten zijn en de meest voorkomende vandaag, met nationale patronen en ontwerpen. De andere kant van de vlag in kleuren en patronen moet het idee uitdrukken van het begin van het tijdperk van nationale vrijheid van het Tsjoevasj-volk, het begin van culturele en nationale eenwording en de heropleving ervan. De vlag moet zo eenvoudig van ontwerp zijn dat Tsjoevasj-boerinnen hem kunnen maken en kleuren. De badge moet de initialen CHNO (Chuvash National Society) hebben. Het congres instrueert het bestuur van de National Chuvash Society om een speciale commissie te vormen van Tsjoevasj-kunstenaars en personen die goed bekend zijn met de nationale geest van het Tsjoevasj-volk, die, na een grondige studie van de nationale smaak en kenmerken van het Tsjoevasj-volk, zal een ontwerpvlag en -badge voorstellen
Op 17 januari 1918, tijdens de ochtendvergadering van het congres, stelde een afgevaardigde van het district Chistopol van de provincie Kazan, V. N. Abramov-Irevli, de kwestie van de noodzaak om de goedkeuring van de staatsvlag te bespreken. Er werd een speciale commissie gevormd, onder leiding van de voorzitter van het congres, D.P. Petrov-Yuman. We bespraken verschillende opties voor de vlag en kwamen uit op een ontwerp opgesteld door I.S. Maksimov-Koshkinsky, P. A. Fedorov en Vasiliev, waarvan de ontwikkeling rekening hield met de wensen van het Simbirsk-congres. Volgens het project bestond de vlag uit een paneel van twee kleuren - groen en wit (met een geelachtige tint) met nationale patronen. De commissie besloot de afbeelding van de zon in de groene hoek te plaatsen. De vlaggenmast had de kleur van eikenhout. I. S. Maksimov-Koshkinsky kreeg de opdracht om het definitieve ontwerp van de vlag te schrijven en aan het congres te presenteren. Helaas bevatten de documenten geen afbeelding van de vlag en gegevens over de kleurverhoudingen. Op 24 januari 1918, op het 1e All-Russian Chuvash Military Congress, werd het project na een korte discussie officieel goedgekeurd als de staatsvlag van het Chuvash-volk. Deze vlag werd gebruikt als de vlag van het 1e Nationale Chuvash-regiment, dat tegelijkertijd werd gemaakt, bovendien stond er alleen de naam van het regiment in rood op
1990
Op 19 oktober 1990 werd het woord "autonoom" verwijderd uit de naam van de republiek en op 24 oktober werd een nieuwe naam gecreëerd - de Tsjoevasjische Republiek. In oktober 1990 kondigde de Hoge Raad van Tsjoevasjië de proclamatie van de soevereiniteit van de republiek aan.
Al snel werd een wedstrijd aangekondigd voor de ontwikkeling van nieuwe nationale symbolen, maar nog voor de aankondiging van de wedstrijd werden meer dan 100 projecten ingediend bij de commissie.
Na een lange selectie in april 1992 werden het wapen en de vlag aangenomen, gemaakt door de People's Artist of the Chuvash Republic E. M. Yuryev.
Op 29 april 1992 werd de verordening betreffende de vlag van de Tsjoevasjische Republiek goedgekeurd door het besluit van de Hoge Raad. Het nieuwe paviljoen wordt uitgebreid beschreven in artikel 2 van dit reglement. Tegelijkertijd werden wijzigingen aangebracht in de relevante artikelen van de Grondwet. Tegelijkertijd verhinderde het gebrek aan wettelijke normen die de juridische status van staatssymbolen definiëren, de organisatie van controle over de naleving van de wetgeving op dit gebied, het volledige gebruik van de belangrijkste kenmerken van de staat. Deze omstandigheid bepaalde de goedkeuring op 14 juli 1997 van de wet van de Tsjoevasjische Republiek "Op staatssymbolen van de Tsjoevasjische Republiek" - de eerste en lange tijd de enige wetgevingshandeling in Rusland op dit specifieke rechtsgebied.

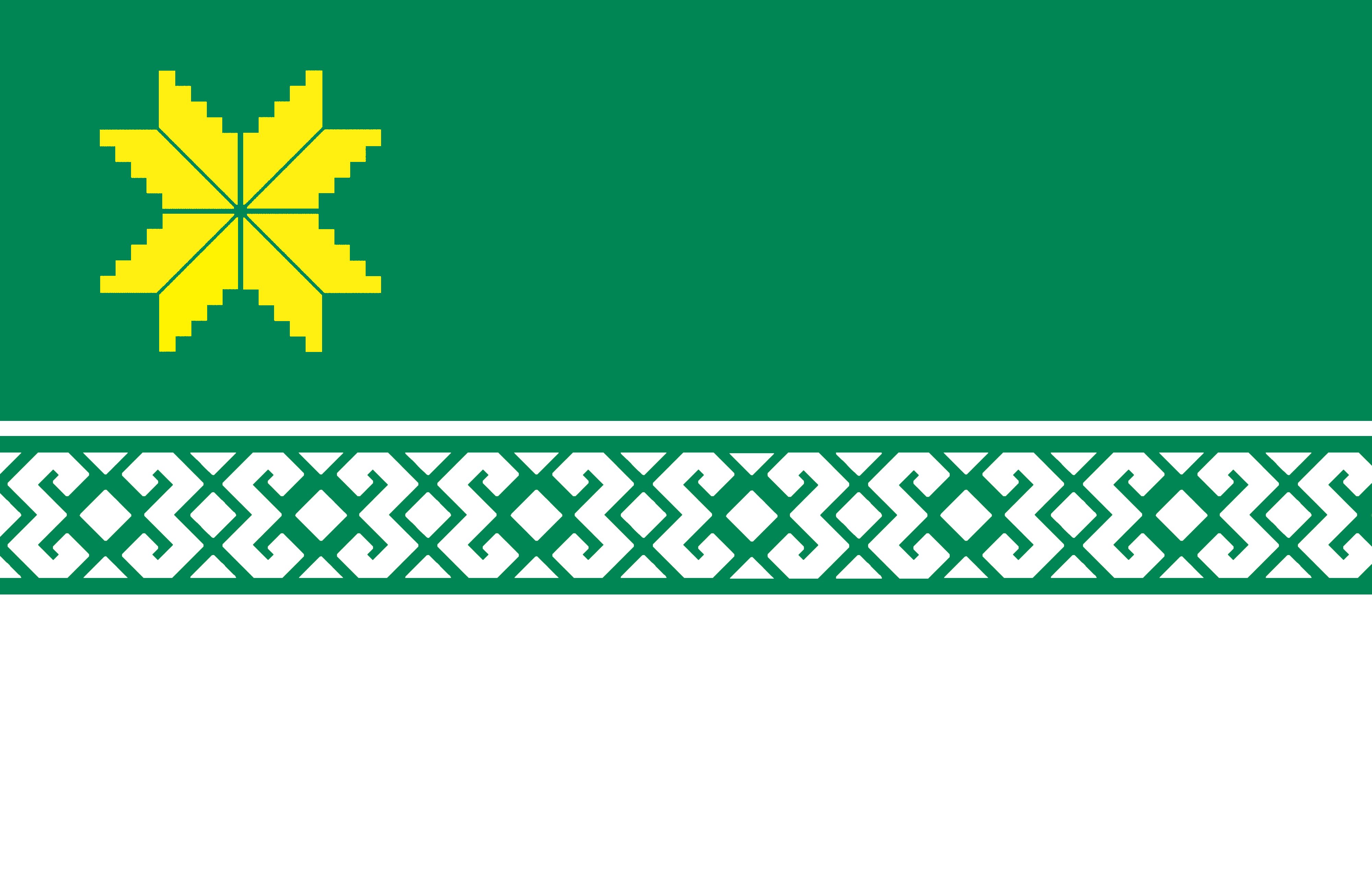
1918
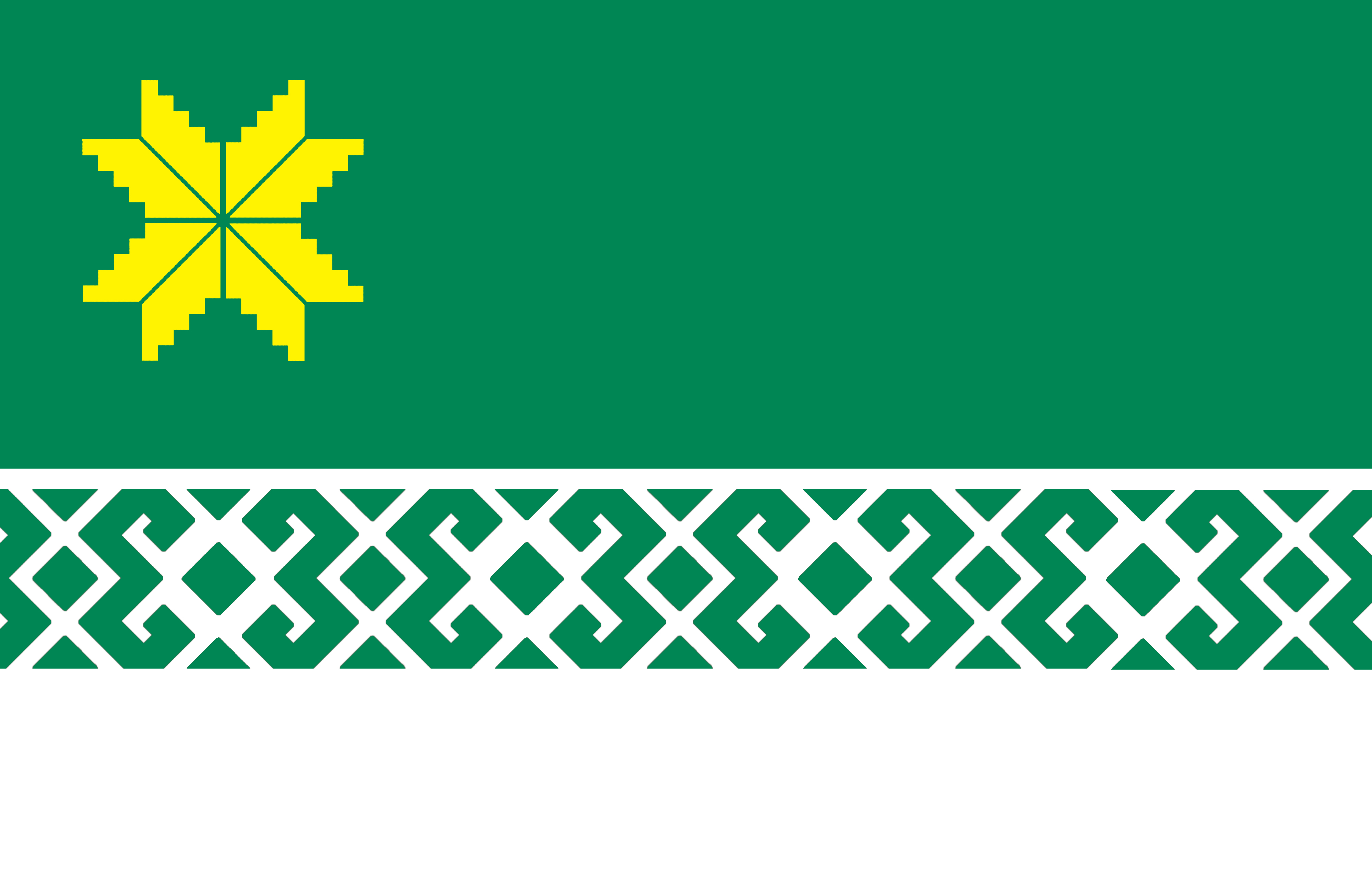
1918 (variant)
1926-1927
1927-1931
1931-1933
1933-1937
1937-1940
1940-1954
1954-1978
1978-1992